# ФК Люн
ФК „Лин“ (на норвежки: Fotballklubben Lyn) е норвежки футболен клуб, базиран в столицата Осло.
От 2010 г. се състезава се във второто ниво на норвежкия футбол Адеколиген. Играе мачовете си на стадион Бислет. На 30 юни 2010 г. клуба обявява банкрут след няколкогодишни финансови затруднения и напуска участието си в Адеколиген.

## Успехи
- Шампион на Норвегия през 1964 и 1968 г.
- Носител на купата на Норвегия през 1908, 1909, 1910, 1911, 1945, 1946, 1967 и 1968 г.
- Шампион на столицата Осло през 1915, 1917, 1922, 1926, 1930, 1935, 1936 и 1937 г.

## Европейски турнири
Участвал е в турнирите за Шампионската лига и купата на УЕФА.

## Известни играчи
- Джон Оби Микел